# Siversted Kirke
Siversted Kirke (delvis også Stenderup Kirke) er en kirke i romansk stil, der ligger syd for den dansk-tyske grænse ved udkanten af Siversted i Sydslesvig i den nordtyske delstat Slesvig-Holsten. Kirken er viet til apostlen Peter. Siversted Kirke er sognekirke i Siversted Sogn.
Kirken er opført af kampesten i 1100-tallet. Den er beliggende på en høj ved Hærvejen og tæt på Bollingsted Å (en biflod til Trenen) og Stenderup. Kirken omtaltes delvis også som Stenderup Kirke. Den nuværende kirke afløste måske en tidligere trækirke, som stod på Grønhøjen (ty. Grönshoy) ved Stenderup, hvor ifølge folkelegeneden en dansk konge skulle ligge begravet i fuld rustning. I 1300-tallet blev vinduerne ændret til gotiske spidsbuevinduer og loftet afløst af hvælvinger. I senmiddelderen blev våbenhuset ved sydportalen tilføjet. Den nuværende klokkehus af træ kom til i 1600-tallet. I 1961 blev de originale kalkmalerier fritlagt, undersøgt og konserveret.
Af intereiøret kan nævnes den enkelte romanske døbefont i koret og prædikestolen i renæssance-stilen fra 1620 med tilhørende sekskantede lydhimmel. Stolen er opdelt i tre relief-felter, som fremstiller Jesu fødsel, korsfæstelsen og opstandelsen og som er afbrydt af pilastre. Korbuekrucifikset er fra omkring 1430-1450. Pulpituret er fra anden halvdel af 1600-tallet. Pulpiturets felter er viser bl.a. evangelisterne, som er symboliseret af ørnen (Johannes), oksen (Lukas), løven (Markus) og et menneske med vinger (Mattæus). Den oprindelige klassicistiske altertavle med to oliemalerier blev fjernet 1961. Orglet er udført af Wilhelm Sauer i 1902. 1962 kom et brugt Kemper-orgel til.
Kirken er beliggende i nærheden af Poppostenen og Helligbækken, hvori Harald Blåtand og mange andre i omegnen skulle efter fortællingerne blive døbt omkring år 960. Ifølge folkesagnet blev kirken få år senere bygget af en fremmed, som gjorde grin med indbyggerne og lade sin hest afføre i bækken. I samme øjeblik var han blevet frosset fast til stedet. For at komme igen fri lovede han at ville bygge stedets kristne en kirke.
Henrik Harries var præst i Siversted i årene 1790 til 1795. Kirkesproget i sognet var i årene før 1864 blandet dansk-tysk. Menigheden hører i dag under den nordtyske lutherske kirke.